# EBLM J0555-57
EBLM J0555-57 je hvězdný systém skládající se ze tří hvězd, nacházející se přibližně 600 světelných let od Země v souhvězdí Malíře. Nejmenší složkou tohoto systému, EBLM J0555-57Ab, je nejmenší známá hvězda, která je schopná slučovat vodík ve svém jádře. Tento status byl publikován v roce 2017.

## Systém
EBLM J0555-57, známý také jako CD-57 1311, je trojhvězda. Dvě složky systému, EBLM J0555-57A a EBLM J0555-57B, jsou vizuálně oddělené hvězdy s úhlovou vzdáleností 2,5″. Hlavní složka A je hvězda spektrálního typu F8 s magnitudou 9,98, zatímco složka B je hvězda spektrální třídy G0V s magnitudou 10,76. Přestože nebyl detekován jejich orbitální pohyb, mají téměř identické radiální rychlosti a předpokládá se, že jsou gravitačně vázané.
Samotná EBLM J0555-57Aa je zákrytovou dvojhvězdou, kde EBLM J0555-57Ab obíhá kolem EBLM J0555-57Aa. Zákryty, označované také jako tranzity v kontextu hledání planet, byly detekovány v blízké infračervené oblasti, s poklesem jasu o 0,05 % během zákrytu. Tvar a trvání tranzitů umožňují určit poloměry obou hvězd. Kompletní řešení oběžné dráhy ukazuje periodu 7 dní a 18 hodin, nízkou excentricitu 0,09, sklon dráhy blízký 90° a poloosu dráhy 0,08 AU.

## EBLM J0555-57Ab
EBLM J0555-57Ab má hmotnost přibližně 85krát větší než Jupiter, což odpovídá 0,081 hmotnosti Slunce. Její poloměr je podobný planetě Saturn a povrchová gravitace dosahuje hodnoty 300krát vyšší než na Zemi. Její hmotnost se nachází na hranici mezi nízkomasivními hvězdami a hnědými trpaslíky. Hvězda byla objevena pomocí tranzitní metody v rámci projektu EBLM, který využívá data z programu SuperWASP.

## Význam
EBLM J0555-57 je klíčový systém pro studium hvězd s extrémně nízkou hmotností a hranice mezi hvězdami a hnědými trpaslíky. Studium EBLM J0555-57Ab pomáhá rozšiřovat chápání procesů slučování vodíku v jádrech hvězd.